# Sevens Grand Prix Series 2017
El Sevens Grand Prix Series de 2017 fue la decimosexta temporada del circuito de selecciones nacionales masculinas europeas de rugby 7.

## Calendario
| Torneo                         | Ciudad           | Fecha          | Campeón |
| ------------------------------ | ---------------- | -------------- | ------- |
| Seven de Moscú 2017            | Moscú            | 3-4 de junio   | Irlanda |
| Seven de Lodz 2017             | Lodz             | 10-11 de junio | Rusia   |
| Seven de Clermont-Ferrand 2017 | Clermont-Ferrand | 1-2 de julio   | Irlanda |
| Seven de Exeter 2017           | Exeter           | 15-16 de julio | Rusia   |

## Tabla de posiciones
| Pos | País       | RUS | POL | FRA | ENG | Puntos |
| --- | ---------- | --- | --- | --- | --- | ------ |
| 1   | Rusia      | 16  | 20  | 18  | 20  | 74     |
| 2   | Irlanda    | 20  | 16  | 20  | 16  | 72     |
| 3   | España     | 18  | 18  | 16  | 6   | 58     |
| 4   | Gales      | 3   | 14  | 12  | 18  | 47     |
| 5   | Alemania   | 8   | 12  | 14  | 8   | 42     |
| 6   | Francia    | 12  | 8   | 10  | 4   | 34     |
| 7   | Georgia    | 6   | 6   | 6   | 12  | 30     |
| 8   | Portugal   | 10  | 2   | 1   | 14  | 27     |
| 9   | Inglaterra | 4   | 10  | 3   | 10  | 27     |
| 10  | Italia     | 14  | 4   | 4   | 3   | 25     |
| 11  | Bélgica    | 2   | 3   | 8   | 2   | 15     |
| 12  | Polonia    | 1   | 1   | 2   | 1   | 5      |

|  | Clasificado a la Copa del Mundo de Rugby 7 de 2018                           |
|  | Clasificado a la Copa del Mundo de Rugby 7 de 2018 y Seven de Hong Kong 2018 |
|  | Clasificados al Seven de Hong Kong 2018                                      |
|  | Descenso al Trofeo 2018                                                      |

| Bandera de Rusia |
| Campeón Rusia    |
| 4º título        |